# Herbert E. Warden
Herbert E. Warden (* 1920 in Cleveland; † 14. Januar 2002 in Morgantown (West Virginia)) war ein US-amerikanischer Herzchirurg.
Warden studierte am Washington and Jefferson College mit dem Bachelor-Abschluss 1942 und Medizin an der University of Chicago. Seine Facharztausbildung als Chirurg (Residency) absolvierte er an der University of Minnesota.
Warden war 1951 bis 1960 Medical Fellow und Instructor für Chirurgie im Forschungslabor von Clarence Walton Lillehei der University of Minnesota. Dort war er Teil des Teams von Lillehei, dem wegweisenden Entwicklungen in der Chirurgie am offenen Herzen gelangen, unter anderem eine Cross-Circulation genannte Blutversorgung bei der Operation angeborener Herzfehler von Kindern (später durch die Herz-Lungen-Maschine ersetzt). Das war die weltweit erste komplexe Operation am offenen Herzen. Mit ihrer Technik konnten sie erstmals Löcher in den Herzkammerwänden und die Fallot-Tetralogie chirurgisch behandeln. Lilleihei, Morley Cohen und Richard L. Varco erhielten dafür 1955 den Lasker~DeBakey Clinical Medical Research Award.
1960 wurde er Chirurg an der West Virginia University und baute dort die Herzchirurgie auf. Dort führte er 1962 die erste Operation am offenen Herzen in West Virginia aus.
Er spielte auf der Universität Football und war an der University of West Virginia Arzt des Footballteams.